# Nasz starszy brat
Nasz starszy brat – krótkometrażowy film dokumentalny Stanisława Różewicza poświęcony osobie jego brata – Janusza.

## Opis[1]
Powstanie obrazu poprzedziło wydanie książki Tadeusza Różewicza w 1992, która miała taki sam tytuł, jak zrealizowany później film.
Stanisław Różewicz przedstawił przeszłość rodziny Różewiczów. Następnie ukazał osobę Janusza.
Wiersze, fragmenty dziennika i listów Janusza jako lektor czyta w filmie Jerzy Trela.